# 아미네
애덤 아미네 대니얼(Adam Aminé Daniel, 1994년 4월 18일 ~ )은 흔히 아미네 (Aminé)로 잘 알려진 미국 오리건주 포틀랜드 출신의 힙합 가수이다. 그는 데뷔 싱글 Caroline이 빌보드 핫 100 차트에서 11위를 기록하면서 이름을 알렸다.
2017.8.2)데뷔 앨범'GoodForYou' 발매